# Błonie (Zamość)
Błonie – część miasta Zamościa w województwie lubelskim.
Leży w południowo-zachodniej części miasta, na południe od torów kolejowych i na zachód od rzeki Łabuńki. Stanowi część zamojskiej dzielnicy Karolówka. Od północy graniczy z Janowicami Małymi. Główymi ulicami są: Błonie, Łanowa, Jaworowa i Klonowa.